# HSD17B10
HSD17B10 (англ. Hydroxysteroid 17-beta dehydrogenase 10) – білок, який кодується однойменним геном, розташованим у людей на короткому плечі X-хромосоми.  Довжина поліпептидного ланцюга білка становить 261 амінокислот, а молекулярна маса — 26 923.
| 10         |  | 20         |  | 30         |  | 40         |  | 50         |
| ---------- |  | ---------- |  | ---------- |  | ---------- |  | ---------- |
| MAAACRSVKG |  | LVAVITGGAS |  | GLGLATAERL |  | VGQGASAVLL |  | DLPNSGGEAQ |
| AKKLGNNCVF |  | APADVTSEKD |  | VQTALALAKG |  | KFGRVDVAVN |  | CAGIAVASKT |
| YNLKKGQTHT |  | LEDFQRVLDV |  | NLMGTFNVIR |  | LVAGEMGQNE |  | PDQGGQRGVI |
| INTASVAAFE |  | GQVGQAAYSA |  | SKGGIVGMTL |  | PIARDLAPIG |  | IRVMTIAPGL |
| FGTPLLTSLP |  | EKVCNFLASQ |  | VPFPSRLGDP |  | AEYAHLVQAI |  | IENPFLNGEV |
| IRLDGAIRMQ |  | P          |  |            |  |            |  |            |

A: Аланін

C: Цистеїн

D: Аспарагінова кислота

E: Глутамінова кислота

F: Фенілаланін

G: Гліцин

H: Гістидин

I: Ізолейцин

K: Лізин

L: Лейцин

M: Метіонін

N: Аспарагін

P: Пролін

Q: Глутамін

R: Аргінін

S: Серин

T: Треонін

V: Валін

Кодований геном білок за функцією належить до оксидоредуктаз. 
Задіяний у такому біологічному процесі як процесинг тРНК. 
Білок має сайт для зв'язування з НАД. 
Локалізований у мітохондрії.